# Xandro Meurisse
Xandro Meurisse (født 31. januar 1992 i Kortrijk) er en cykelrytter fra Belgien, der kører for Fejl i Modul:Cykelhold: Wikidata-entitet ikke angivet..